# 列夫基 (普里盧基區)
50°42′35″N 32°24′33″E / 50.70972°N 32.40917°E
列夫基（烏克蘭語：Левки），是烏克蘭的村落，位於該國北部切爾尼戈夫州，由普里盧基區負責管轄，始建於1600年，面積0.75平方公里，海拔高度138米，2001年人口87，人口密度每平方公里116.6人。